# Hivi (filho de Canaã)

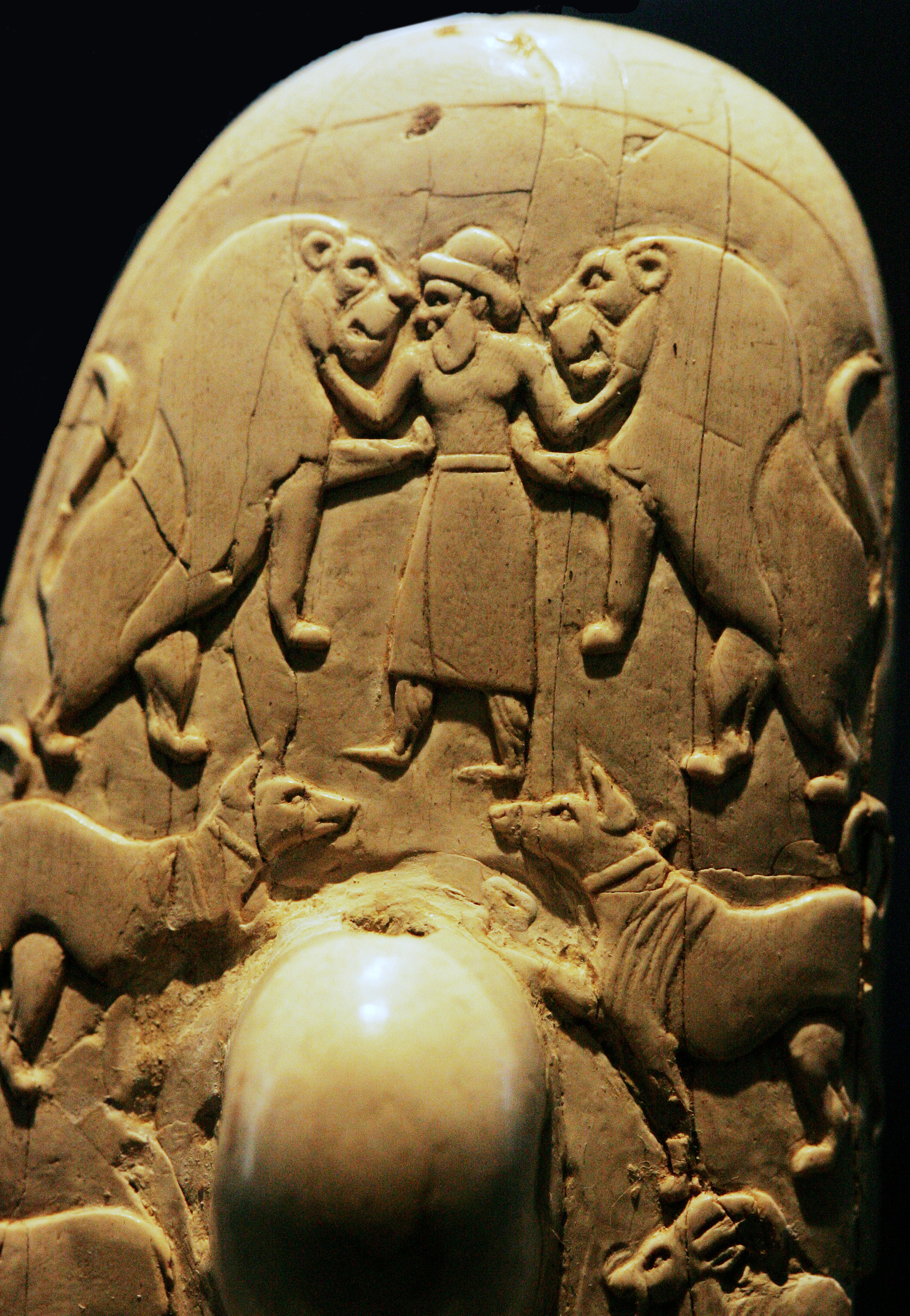
Punhal de Gebel el Arak

Hivi, em hebraico:  הליוח (pronuncia-se Chivvîy), significa "vilarejo", foi um dos filhos de Canaã, filho de Cam e, posteriormente, filho de Noé. Seus descendentes foram conhecidos como heveus.

## Narrativa bíblica
Os filhos de Noé foram Sem, Cam (ou Cão) e Jafé, e os filhos de Cam foram Cuxe, Mizraim, Pute e Canaã. Canaã teve, como descendentes, Sidom e Hete, e também, os jebuseus, amoritas, girgaseus, heveus, arqueus, sineus, arvadeus, zemareus e hamateus; e depois se espalharam as famílias dos cananeus.
Canaã foi amaldiçoado por Noé porque Cam, seu pai, viu Noé nu, após Noé ter se embriagado; de acordo com a maldição, Canaã seria servo de Sem e de Jafé.